# NBCUniversal ANIME×MUSIC FESTIVAL
NBCUniversal ANIME×MUSIC FESTIVAL（エヌビーシー・ユニバーサル アニメ・ミュージックフェスティバル）は、NBCユニバーサル・エンターテイメントジャパンによるアニメソングのコンサート。

## 25th ANNIVERSARY
パイオニアLDCから数えて、アニメ制作事業25周年を迎えたNBCユニバーサルが初めて開催したレーベルアニソンフェス。「25年の歴史を総決算」のコンセプトから、現在NBCユニバーサルに所属しているアーティストのみならず、石田燿子、KOTOKO、タイナカ彩智などのパイオニアLDCやジェネオン時代のアーティスト、水瀬いのりや原田彩楓、桃井はるこなどのキャラクターソングで参加した声優、I've SPECIAL UNITとして、高瀬一矢とIKUも出演している。また、現在活動休止中で、ワーナー ブラザース ジャパン所属のALTIMA(黒崎真音とfripSideの八木沼悟志がメンバー)が一夜限りの再始動を果たした。
2018年8月29日、同イベントのBlu-ray Discを発売。今作にはキューテックのマスタリング技術「FORS EX SOUND」が採用されている。

### 開催概要
- 会場 : さいたまスーパーアリーナ (アリーナモード)
- 開催日 : 2018年2月3日

### 出演アーティスト
※五十音順
- I’VE SPECIAL UNIT
- After the Rain
- 浦島坂田船
- 川田まみ
- 黒崎真音
- Gero
- KOTOKO
- 流田Project
- 南條愛乃
- fripSide
- やなぎなぎ
- Luce Twinkle Wink☆

### その他の出演アーティスト
ゲスト出演
- ALTIMA
- 石田燿子
- 小澤亜李
- タイナカサチ
- 原田彩楓
- 本渡楓
- 水瀬いのり
- 桃井はるこ

シークレット出演
- 飯田里穂
- 山崎はるか

### バンドメンバー
バンドメンバーはfripSideのサポートを手掛けるミュージシャンで構成されている。
- 八木一美（Drum)
- 大島信彦（Guitar）
- 星野威（Guitar）
- キタムラユウタ（Bass）
- 古島知久（Manipulator）

### セットリスト
※は、Blu-rayには収録されなかった楽曲。
1. only my railgun / fripSide (TVアニメ とある科学の超電磁砲 前期OPテーマ)
2. LEVEL5-judgelight- / fripSide (TVアニメ とある科学の超電磁砲 後期OPテーマ)
3. 「とある科学の超電磁砲」メドレー / fripSide
  1. future gazer (OVA とある科学の超電磁砲 OPテーマ)
  2. way to answer (PSP とある科学の超電磁砲 OPテーマ)
  3. sister's noise (TVアニメ とある科学の超電磁砲S 前期OPテーマ)

1.   1. eternal reality (TVアニメ とある科学の超電磁砲S 後期OPテーマ)

1. killing bites / fripSide (TVアニメ キリングバイツ OPテーマ)
2. Two souls -toward the truth- /fripSide (TVアニメ 終わりのセラフ 名古屋決戦編 OPテーマ)
3. black bullet / fripSide (TVアニメ ブラック・ブレット OPテーマ)
4. X-encounter / 黒崎真音 (TVアニメ 東京レイヴンズ 前期OPテーマ)
5. 「グリザイア」メドレー / 黒崎真音
  1. 刹那の果実 (TVアニメ グリザイアの楽園 OPテーマ)
  2. 楽園の翼 (TVアニメ グリザイアの果実 OPテーマ)

6. UNDER/SHAFT / 黒崎真音 (TVアニメ ヨルムンガンド PERFECT ORDER OPテーマ)
7. メモリーズ・ラスト / 黒崎真音 (TVアニメ とある魔術の禁書目録Ⅱ 後期EDテーマ)
8. ユキトキ / やなぎなぎ (TVアニメ やはり俺の青春ラブコメはまちがっている。OPテーマ)
9. 「凪のあすから」メドレー / やなぎなぎ
  1. アクアテラリウム (TVアニメ 凪のあすから 前期EDテーマ)
  2. 三つ葉の結びめ (TVアニメ 凪のあすから 後期EDテーマ)

10. 間遠い未来 / やなぎなぎ (TVアニメ 覇穹 封神演義 前期EDテーマ)
11. over and over / やなぎなぎ (TVアニメ Just Because! OPテーマ)
12. Fight on! / Luce Twinkle Wink☆ (TVアニメ ゲーマーズ! EDテーマ)
13. 1st Love Story / Luce Twinkle Wink☆ (TVアニメ ネトゲの嫁は女の子じゃないと思った? OPテーマ)
14. 25周年スペシャルメドレー (BAND:流田Project)
  1. 天地無用!魎皇鬼のテーマ / 流田Project
  2. ぼくはもっとパイオニア / KOTOKO
  3. euphoric field feat.ELISA / KOTOKO×やなぎなぎ
  4. 輪廻の果てに… / やなぎなぎ
  5. 遠い叫び / Gero※
  6. HIGHSCHOOL OF THE DEAD / 流田Project
  7. インフェルノ / 流田Project
  8. はっぴぃ にゅう にゃあ / 宇佐美幸乃×板山沙織×錦織めぐみ (Luce Twinkle Wink☆)
  9. いちごコンプリート / やなぎなぎ×Gero
  10. まほろDEまんぼー / 深沢紗希×桧垣果穂(Luce Twinkle Wink☆)×流田豊
  11. Over The Future / 真音ガールズ(黒崎真音×KOTOKO×南條愛乃)

15. 撲殺天使ドクロちゃん / 桃井はるこ (TVアニメ 撲殺天使ドクロちゃん OPテーマ)
16. 大魔法峠 / 桃井はるこ (TVアニメ 大魔法峠 OPテーマ)
17. 愛のメディスン / 桃井はるこ (TVアニメ ナースウィッチ小麦ちゃんマジカルて OPテーマ)
18. ふ・れ・ん・ど・し・た・い / 小澤亜李×水瀬いのり×板山紗織＆宇佐美幸乃（Luce Twinkle Wink☆）(TVアニメ がっこうぐらし! OPテーマ)※
19. 夢路らびりんす / 原田彩楓×本渡楓×桧垣果穂&錦織めぐみ（Luce Twinkle Wink☆）(TVアニメ うらら迷路帖 OPテーマ)※
20. ぽっぴんジャンプ♪ / 水瀬いのり×板山紗織&深沢紗希（Luce Twinkle Wink☆）(TVアニメ ご注文はうさぎですか? EDテーマ)※
21. ときめきポポロン♪ / 水瀬いのり×板山紗織&深沢紗希（Luce Twinkle Wink☆）(TVアニメ ご注文はうさぎですか⁇ EDテーマ)※
22. Daydream café / 小澤亜李×原田彩楓×本渡楓×水瀬いのり×Luce Twinkle Wink☆ (TVアニメ ご注文はうさぎですか? OPテーマ)※
23. CYBER CYBER / ALTIMA
24. 天地無用! / KOTOKO×ALTIMA (TVアニメ 天地無用! OPテーマ)
25. SHOW MUST GO ON!! / 浦島坂田船 (TVアニメ スタミュ 第2期OPテーマ)※
26. 解読不能 / After the Rain (TVアニメ アトム ザ・ビギニング OPテーマ)※
27. アンチクロックワイズ / After the Rain (TVアニメ クロックワーク・プラネット EDテーマ)※
28. 君子危うくも近うよれ / After the Rain×浦島坂田船 (TVアニメ おそ松さん 第2期OPテーマ)※
29. BELOVED×SURVIVAL / Gero (TVアニメ BROTHERS CONFLICT OPテーマ)
30. 〜Outgrow〜 / Gero (TVアニメ 東京レイヴンズ 後期OPテーマ)
31. 僕ら、駆け行く空へ / 山崎はるか (劇場版 ハヤテのごとく! HEAVEN IS A PLACE ON EARTH OPテーマ)
32. GAMERS! / 飯田里穂 (TVアニメ ゲーマーズ! OPテーマ)
33. OPEN YOUR MIND 〜小さな羽根広げて〜 / 石田燿子 (TVアニメ ああっ女神さまっ OPテーマ)
34. 永遠の花 / 石田燿子 (TVアニメ 藍より青し OPテーマ)
35. disillusion / タイナカ彩智 (TVアニメ Fate/stay night 前期OPテーマ)
36. きらめく涙は星に / タイナカ彩智 (TVアニメ Fate/stay night 後期OPテーマ)
37. I’VE SPECIAL UNIT メドレー (DJ:高瀬一矢)
  1. Red fraction / IKU (TVアニメ BLACK LAGOON OPテーマ)
  2. sign / IKU (TVアニメ あの夏で待ってる OPテーマ)
  3. ビードロ模様 / やなぎなぎ (TVアニメ あの夏で待ってる EDテーマ)
  4. ひぐらしのなく頃に /やなぎなぎ (TVアニメ ひぐらしのなく頃に OPテーマ)
  5. Magic∞world / 黒崎真音
  6. 楽園PROJECT / 宇佐美幸乃(Luce Twinkle Wink☆)
  7. 14 to 1 / Gero
  8. Rimless〜フチナシノセカイ〜 / IKU
  9. Shining stars bless☆ / IKU
  10. さくらんぼキッス 〜爆発だも〜ん〜 / KOTOKO
  11. Suppuration -core- / KOTOKO

38. JOINT / 川田まみ (TVアニメ 灼眼のシャナⅡ 前期OPテーマ)
39. 「とある魔術の禁書目録」メドレー / 川田まみ
  1. PSI-missing (TVアニメ とある魔術の禁書目録 前期OPテーマ)
  2. masterpiece (TVアニメ とある魔術の禁書目録 後期OPテーマ)
  3. See visionS (TVアニメ とある魔術の禁書目録Ⅱ 後期OPテーマ)

40. Borderland / 川田まみ (TVアニメ ヨルムンガンド OPテーマ)
41. No buts! / 川田まみ (TVアニメ とある魔術の禁書目録Ⅱ 前期OPテーマ)
42. あなたの愛した世界 / 南條愛乃 (TVアニメ グリザイアの果実 EDテーマ)
43. 黄昏のスタアライト / 南條愛乃 (TVアニメ グリザイアの楽園 カプリスの繭編 EDテーマ)
44. きみを探しに / 南條愛乃 (TVアニメ グリザイアの楽園 ブランエールの種編 EDテーマ)
45. 一切は物語 / 南條愛乃×やなぎなぎ (TVアニメ ベルセルク 第2期EDテーマ)
46. 光のはじまり / 南條愛乃×After the Rain (TVアニメ アトム ザ・ビギニング EDテーマ)※
47. ゼロイチキセキ / 南條愛乃 (TVアニメ ネトゲの嫁は女の子じゃないと思った? EDテーマ)
48. Re-sublimity / KOTOKO (TVアニメ 神無月の巫女 OPテーマ)
49. きれいな旋律 / KOTOKO (OVA マリア様がみてる EDテーマ)
50. Chercher 〜シャルシェ〜 / KOTOKO (OVA マリア様がみてる EDテーマ)
51. 覚えてていいよ / KOTOKO
52. ハヤテのごとく! / KOTOKO (TVアニメ ハヤテのごとく! 前期OPテーマ)
53. 七転八起☆至上主義! / KOTOKO (TVアニメ ハヤテのごとく! 後期OPテーマ)
54. daily-daily Dream / KOTOKO (TVアニメ ハヤテのごとく!！ 後期OPテーマ)
55. being / KOTOKO (TVアニメ 灼眼のシャナ 後期OPテーマ)
56. only my railgun(NBCFes.ver.) / 出演者全員

## AFTER PARTY
先述の25th ANNIVERSARY公演の後夜祭の位置付けとして開催されたコンサート。25th ANNIVERSARYにて一夜限りの再始動を果たしたALTIMAや黒崎真音・KOTOKO・南條愛乃によるユニット「真音ガールズ」が出演している。
イベント終了後、先述の25th ANNIVERSARY公演のBlu-rayを2018年8月29日に発売することをスクリーンにて発表した。

### 開催概要
- 会場 : 市川市文化会館 大ホール
- 開催日 : 2018年6月24日

### 出演アーティスト
- ALTIMA
- 飯田里穂
- 真音ガールズ (黒崎真音、KOTOKO、南條愛乃)
- 山崎はるか
- Luce Twinkle Wink☆

### セットリスト
1. Fight on! / Luce Twinkle Wink☆ (TVアニメ ゲーマーズ! EDテーマ)
2. go to Romance>>>>> / Luce Twinkle Wink☆ (TVアニメ うらら迷路帖 EDテーマ)
3. Daydream café / Luce Twinkle Wink☆ (TVアニメ ご注文はうさぎですか? OPテーマ)
4. ノーポイッ! / Luce Twinkle Wink☆ (TVアニメ ご注文はうさぎですか⁇ OPテーマ)
5. ときめきポポロン♪ / Luce Twinkle Wink☆ (TVアニメ ご注文はうさぎですか⁇ EDテーマ)
6. 恋のprologue＊ / Luce Twinkle Wink☆ (TVアニメ ゲーマーズ! EDテーマ)
7. 恋色♡思考回路 / Luce Twinkle Wink☆ (PS Vita To LOVEる -とらぶる-ダークネス トゥループリンセス 主題歌)
8. Over The Future / 真音ガールズ (TVアニメ 絶対可憐チルドレン 前期OPテーマ)
9. MY WINGS / 真音ガールズ (TVアニメ 絶対可憐チルドレン 後期OPテーマ)
10. Princess Bride! / 真音ガールズ (PCゲーム Princess Bride OPテーマ)
11. 七転八起☆至上主義! / 山崎はるか (TVアニメ ハヤテのごとく! 後期OPテーマ)
12. 春擬き / 山崎はるか×飯田里穂 (TVアニメ やはり俺の青春ラブコメはまちがっている。続 OPテーマ)
13. あなたがいた森 / 飯田里穂 (TVアニメ Fate/stay night EDテーマ)
14. GAMERS! / 天誅ガールズ(Luce Twinkle Wink☆) (TVアニメ ゲーマーズ! OPテーマ)
15. ミライ＊ガール / 天誅ガールズ (TVアニメ ブラック・ブレット 挿入歌)
16. black bullet / さとし(八木沼悟志) with 天誅ガールズ (TVアニメ ブラック・ブレット OPテーマ)
17. sign / KOTOKO (TVアニメ あの夏で待ってる OPテーマ)
18. Real Force / KOTOKO×南條愛乃 (TVアニメ とある科学の超電磁砲 後期EDテーマ)
19. 緋色の空 / 南條愛乃 (TVアニメ 灼眼のシャナ 前期OPテーマ)
20. ふ・れ・ん・ど・し・た・い / 天誅ガールズ (TVアニメ がっこうぐらし! OPテーマ)
21. 夏色サプライズ / 天誅ガールズ (OVA 神のみぞ知るセカイ OPテーマ)
22. SHOW MUST GO ON!! / 飯田里穂 (TVアニメ スタミュ 第2期OPテーマ)
23. Special days / 飯田里穂
24. ゼンゼントモダチ / 山崎はるか (TVアニメ 魔法少女サイト EDテーマ)
25. 恋の罠 / 山崎はるか (TVアニメ ハヤテのごとく! CAN’T TAKE MY EYES OFF YOU EDテーマ)
26. I’ll believe / ALTIMA (TVアニメ 灼眼のシャナⅢ 前期EDテーマ)
27. ONE / ALTIMA (TVアニメ 灼眼のシャナⅢ 後期EDテーマ)
28. Burst The Gravity / ALTIMA (TVアニメ アクセル・ワールド 後期OPテーマ)
29. PLASMIC FIRE / KOTOKO×ALTIMA (映画 アクセル・ワールド INFINITE∞BURST 主題歌)
30. DEAD OR LIE / KOTOKO×ALTIMA (TVアニメ ダンガンロンパ3 -The End of 希望ヶ峰学園- 未来編OPテーマ)
31. →unfinished→ / KOTOKO×ALTIMA (TVアニメ アクセル・ワールド 前期EDテーマ)
32. sister’s noise / fripSide with もっちゃん(motsu) (TVアニメ とある科学の超電磁砲S 前期OPテーマ)
33. Fight 4 Real / ALTIMA (TVアニメ ストライク・ザ・ブラッド 前期OPテーマ)
34. CYBER CYBER / ALTIMA
35. only my railgun / 出演者全員